# Efstáthios Tavlarídis
Efstáthios Tavlarídis (en grec : Ευστάθιος Ταυλαρίδης), souvent appelé Státhis Tavlarídis (Στάθης Ταυλαρίδης), né le 25 janvier 1980 à Serrès (Macédoine-Centrale), est un footballeur international grec.

## Biographie

### Jeunesse et formation
En mai 1996, Tavlarídis participe au Championnat d'Europe des moins de 16 ans où la Grèce termine quatrième.

### Espoir grec de l'Iraklis (1997-2001)
À 17 ans, Tavlarídis débute en professionnel à l'Iraklis Thessalonique.
Aligné dès ses 17 ans avec son club formateur de l'Iraklis Thessalonique, Stathis Tavlarídis tape dans l'œil d'Arsène Wenger alors qu'il n'a que 21 ans, lors d'un match entre les équipes nationales espoirs de Grèce et d'Angleterre. Dix jours de mise à l'essai avec les Gunners où il impressionne tout le monde, et voilà la première recrue grecque des Canonniers, avec un contrat de quatre ans à la clef.

### Départ précoce pour Arsenal (2001-2004)
Mais le jeune Grec ne peut exprimer son talent que durant huit rencontres durant son passage à Londres, dont la majorité en Coupes. Évincé de la défense centrale par Kolo Touré et Sol Campbell, il joue son premier match avec les Gunners à Blackburn et une défaite 4-0 en cinquième tour de Coupe de la Ligue, le 11 décembre 2001.
En mai 2002, Efstáthios Tavlarídis participe au Championnat d'Europe espoirs avec la Grèce et est titulaire ors de deux des trois matchs de l'équipe.
Tavlarídis joue son seul match de Premier League le 1er mai 2003. Ce jour-là, Arsenal affronte Southampton pour le compte de la 37e journée. À la 75e minute de jeu, Arsène Wenger jette Efstáthios dans le grand bain en remplacement d'Oleg Luzhny. Les Gunners sont d'ores et déjà assurés de finir deuxième du championnat et mènent 6-1 depuis bientôt trente minutes. En quinze minutes, le Grec n'a rien à faire sauf quelques passes à Igor Stepanovs, son coéquipier de la défense centrale. Il reprend ensuite sa place dans les tribunes pour le dernier match de championnat.
Lors de la saison 2003-2004, il part en prêt au LOSC Lille pour gagner du temps de jeu et se refaire une place dans les plans d'Otto Rehhagel en sélection nationale. Pendant ce temps-là, Arsenal remporte la Premier League sans perdre aucun match. Le Grec ne fait donc pas partie des Invincibles et laisse filer un titre de champion d'Angleterre. De plus, Stathis n'a pas convaincu le sélectionneur de la Grèce, qui part gagner l'Euro 2004 sans lui.

### Coupe d'Europe avec Lille et débuts internationaux
Prêté à Portsmouth pour six mois, il est ensuite prêté au LOSC Lille. Son premier match contre le PSG, le 10 janvier 2004, n'est pas facile pour lui puisque malgré un bon travail défensif il marque un but contre son camp.
En juillet 2004, Stathis Tavlaridis ne peut participer à la Coupe Intertoto 2004, retenu par des obligations militaires.
En mai 2005, pour pallier l'absence de Traianos Dellas, le sélectionneur Otto Rehhagel fait appel au défenseur du LOSC pour la première fois. Tavlarídis fête sa première sélection le 19 juin 2005. Il prend part à la défaite de la Grèce face au Japon, 0-1 à Francfort, lors de la Coupe des confédérations 2005.
À la fin de la saison 2006-2007, Efstáthios Tavlarídis souhaite changer d'air et l'Olympique de Marseille pense à lui. Il dispute au total 93 matches en Ligue 1 et marque deux buts avec les Dogues.

### Saint-Étienne (2007-2010)
Efstathios Tavlaridis, en contact avec plusieurs clubs européens, s'engage finalement avec l'AS Saint-Etienne pour trois saisons. « J'ai pris la décision de quitter Lille, déclare-t-il sur le site officiel de l'ASSE. Pour moi, rejoindre Saint-Etienne représente une progression. J'estime que l'ASSE est un plus grand club que le LOSC. L'ASSE est une grosse bête endormie et je veux participer à son réveil ». Le joueur, après trois saisons et demie dans le Nord, retrouve Laurent Roussey, qui était l'adjoint de Claude Puel à Lille au moment de son arrivée en France, « un argument déterminant » d'après le joueur. Il reconnaît peu après son arrivée que l'influence de son père a beaucoup compté. En effet, ce dernier, fan de Michel Platini a toujours rêvé que son fils, revête le même maillot. Les présences conjuguées de Roussey, Geoffrey Dernis et Christophe Landrin furent également très importante dans sa décision finale.
Lors de la saison 2007-2008, il est titulaire indiscutable au sein de la défense forézienne et forme une charnière redoutée avec le Sénégalais Bayal Sall. Le club termine à la cinquième place et se qualifie pour la Coupe de l'UEFA. Státhis aura joué pas moins de 34 matchs en championnat cette saison-là.
En 2008-2009, les Verts connaissent un début de saison plus compliqué et Státhis est souvent victime de petites blessures qui le freinent dans l'optique de retrouver son meilleur niveau. Laurent Roussey, débarqué fin 2008, Alain Perrin le remplace. Loïc Perrin, le capitaine officiel,  est blessé, et Alain Perrin décide de faire de Státhis son vice-capitaine.
En décembre 2009 et l'arrivée de Christophe Galtier sur le banc stéphanois, Tavlaridis, en qui Alain Perrin ne croyait plus, est relancé par le nouveau coach mais se fait exclure au bout de sept minutes de jeu. Le mois suivant, lors du mercato hivernal, Roland Romeyer, le président du directoire de l'AS Saint-Étienne, déclare qu'une porte de sortie est également cherchée pour le défenseur grec. Longtemps annoncé partant, le défenseur grec reste finalement dans le Forez. Galtier déclare : « Il ne veut plus partir, donc il fait partie intégrante du groupe ».
En avril 2010, aligné à seulement six reprises en Ligue 1, Stathis Tavlaridis décide de quitter l'AS Saint-Étienne à la fin de saison. À 30 ans, le défenseur grec s'engage pour les quatre prochaines saisons avec l'AEL Larissa.

### Retour en Grèce puis en sélection (depuis 2010)
Il signe le 26 août 2011 à l'OFI Crète.
En décembre 2014, Tavlaridis rejoint le Panathinaïkos pour un an et demi. Il a alors joué 55 matches (4 buts) lors des deux dernières saisons pour l'Atromitos FC.

## Style de jeu
Il joue au poste de défenseur et il est considéré comme un arrière central fort et robuste.
En décembre 2007, Tavlarídis figure dans le trio de tête des « bad boys » de Ligue 1 désignés par soixante joueurs professionnels consultés par le quotidien Le Parisien, avec les défenseurs niçois Cyril Rool et bordelais Franck Jurietti. 

## Statistiques
Le tableau ci-dessous illustre les statistiques de la carrière professionnelle d'Efstáthios Tavlarídis,,,.
| Saison                | Club                  | Championnat           | Championnat | Championnat | Coupe nationale | Coupe nationale | Coupe de la Ligue | Coupe de la Ligue | Compétition(s) continentale(s) | Compétition(s) continentale(s) | Compétition(s) continentale(s) | Grèce | Grèce | Total | Total |
| Saison                | Club                  | Division              | M.          | B.          | M.              | B.              | M.                | B.                | Comp.                          | M.                             | B.                             | M.    | B.    | M.    | B.    |
| 1997-1998             | Iraklis Thessalonique | D1                    | 2           | 0           | -               | -               | -                 | -                 | -                              | -                              | -                              | -     | -     | 2     | 0     |
| 1998-1999             | Iraklis Thessalonique | D1                    | 12          | 1           | -               | -               | -                 | -                 | -                              | -                              | -                              | -     | -     | 12    | 1     |
| 1999-2000             | Iraklis Thessalonique | D1                    | 23          | 0           | -               | -               | -                 | -                 | -                              | -                              | -                              | -     | -     | 23    | 0     |
| 2000-2001             | Iraklis Thessalonique | D1                    | 27          | 0           | -               | -               | -                 | -                 | -                              | -                              | -                              | -     | -     | 27    | 0     |
| Sous-total            | Sous-total            | Sous-total            | 64          | 1           | 0               | 0               | 0                 | 0                 | -                              | 0                              | 0                              | 0     | 0     | 64    | 1     |
| 2001-2002             | Arsenal FC            | PL                    | -           | -           | 3               | 0               | -                 | -                 | -                              | -                              | -                              | -     | -     | 3     | 0     |
| 2002-2003             | Arsenal FC            | PL                    | -           | -           | 1               | 0               | -                 | -                 | -                              | -                              | -                              | -     | -     | 1     | 0     |
| janv-mai 2003         | Portsmouth FC (prêt)  | D2                    | 5           | 0           | 1               | 0               | -                 | -                 | -                              | -                              | -                              | -     | -     | 6     | 0     |
| mai 2003              | Arsenal FC            | PL                    | 1           | 0           | -               | -               | -                 | -                 | -                              | -                              | -                              | -     | -     | 1     | 0     |
| 2003-2004             | Arsenal FC            | PL                    | -           | -           | -               | -               | 3                 | 0                 | -                              | -                              | -                              | -     | -     | 3     | 0     |
| Sous-total            | Sous-total            | Sous-total            | 1           | 0           | 4               | 0               | 3                 | 0                 | -                              | 0                              | 0                              | 0     | 0     | 8     | 0     |
| 2004                  | LOSC Lille (prêt)     | Ligue 1               | 16          | 0           | 1               | 0               | -                 | -                 | -                              | -                              | -                              | -     | -     | 17    | 0     |
| 2004-2005             | LOSC Lille            | Ligue 1               | 30          | 0           | 2               | 0               | -                 | -                 | C3                             | 9                              | 0                              | 2     | 0     | 43    | 0     |
| 2005-2006             | LOSC Lille            | Ligue 1               | 26          | 1           | 1               | 1               | 1                 | 0                 | C1+C3                          | 4+3                            | 0                              | -     | -     | 35    | 2     |
| 2006-2007             | LOSC Lille            | Ligue 1               | 21          | 1           | 2               | 0               | 1                 | 0                 | C1                             | 7                              | 0                              | -     | -     | 31    | 1     |
| Sous-total            | Sous-total            | Sous-total            | 93          | 2           | 6               | 1               | 2                 | 0                 | -                              | 23                             | 0                              | 2     | 0     | 126   | 3     |
| 2007-2008             | AS Saint-Étienne      | Ligue 1               | 34          | 0           | 1               | 0               | 1                 | 0                 | -                              | -                              | -                              | -     | -     | 36    | 0     |
| 2008-2009             | AS Saint-Étienne      | Ligue 1               | 24          | 0           | -               | -               | -                 | -                 | C3                             | 7                              | 0                              | -     | -     | 31    | 0     |
| 2009-2010             | AS Saint-Étienne      | Ligue 1               | 6           | 0           | -               | -               | 1                 | 0                 | -                              | -                              | -                              | -     | -     | 7     | 0     |
| Sous-total            | Sous-total            | Sous-total            | 64          | 0           | 1               | 0               | 2                 | 0                 | -                              | 7                              | 0                              | 0     | 0     | 74    | 0     |
| 2010-2011             | AEL Larissa           | D1                    | 24          | 0           | 2               | 0               | -                 | -                 | -                              | -                              | -                              | -     | -     | 26    | 0     |
| 2011-2012             | OFI Crète             | D1                    | 25          | 0           | 4               | 1               | -                 | -                 | -                              | -                              | -                              | -     | -     | 29    | 1     |
| 2012-2013             | Atromitos FC          | D1                    | 21          | 1           | 1               | 0               | -                 | -                 | -                              | -                              | -                              | -     | -     | 22    | 1     |
| 2013-2014             | Atromitos FC          | D1                    | 30          | 3           | 6               | 2               | -                 | -                 | C3                             | 1                              | 0                              | -     | -     | 37    | 5     |
| 2014-2015             | Atromitos FC          | D1                    | 10          | 0           | 1               | 0               | -                 | -                 | C3                             | 2                              | 1                              | -     | -     | 13    | 1     |
| Sous-total            | Sous-total            | Sous-total            | 61          | 4           | 8               | 2               | 0                 | 0                 | -                              | 3                              | 1                              | 0     | 0     | 72    | 7     |
| 2015                  | Panathinaïkos         | D1                    | 15          | 1           | 7               | 1               | -                 | -                 | -                              | -                              | -                              | 1     | 0     | 23    | 2     |
| 2015-2016             | Panathinaïkos         | D1                    | 16          | 1           | 6               | 1               | -                 | -                 | C3                             | 4                              | 0                              | -     | -     | 26    | 2     |
| Sous-total            | Sous-total            | Sous-total            | 31          | 2           | 13              | 2               | 0                 | 0                 | -                              | 4                              | 0                              | 1     | 0     | 49    | 4     |
| Total sur la carrière | Total sur la carrière | Total sur la carrière | 368         | 9           | 39              | 6               | 7                 | 0                 | -                              | 37                             | 1                              | 3     | 0     | 454   | 16    |

## Palmarès
- Vainqueur de la Coupe Intertoto : 2004
- Vice-champion de France : 2005